# FTX (企業)
FTX Trading Ltd.（FTX（Futures Exchange））はかつて暗号通貨取引所と暗号ヘッジファンドを運営していた、現在倒産手続き中の廃業した企業である。

## 概要
同取引所は2019年に設立され、2021年7月のピーク時には100万人以上のユーザーを抱え、取引高で3番目に大きな暗号通貨取引所となっていた。FTXはアンティグア・バーブーダで法人化され、バハマに本社を構えている。FTXは、米国居住者が利用できる別の取引所であるFTX.USと密接な関係を持っている。
2022年11月11日以降、FTXは米国の裁判所システムで連邦倒産法第11章破産手続き中である。2022年11月のCoinDeskの記事で、FTXのパートナー企業Alameda Researchが資産の大部分をFTXのネイティブトークン（FTT）で保有していると記載されたことから、世間の関心が高まった。この発覚を受けて、ライバル取引所BinanceのCEOであるチャンポン・ジャオは、Binanceが保有するトークンを売却すると発表し、その後すぐにFTXからの顧客の出金が急増した。FTXは顧客の引き出しの需要に応えられなかった。Binanceは、顧客がFTXからタイムリーに資産を回収できるよう、デューデリジェンスを行った上で、同社を買収する意向書を締結したが、バイナンスは、顧客資金の誤処理と米国機関の調査の報道を理由に、翌日には申し出を取り下げた。2022年12月12日、サム・バンクマン＝フリードは米国政府の要請により、金融犯罪の容疑でバハマ当局に逮捕された。
FTXの現在のCEOは、企業再生のプロとして知られるジョン・J・レイである。レイは以前の経営陣について、「40年以上に及ぶキャリアの中で、これほど無残な企業統治の失敗と財務情報の欠如を見たことがない」と述べている。

## 歴史

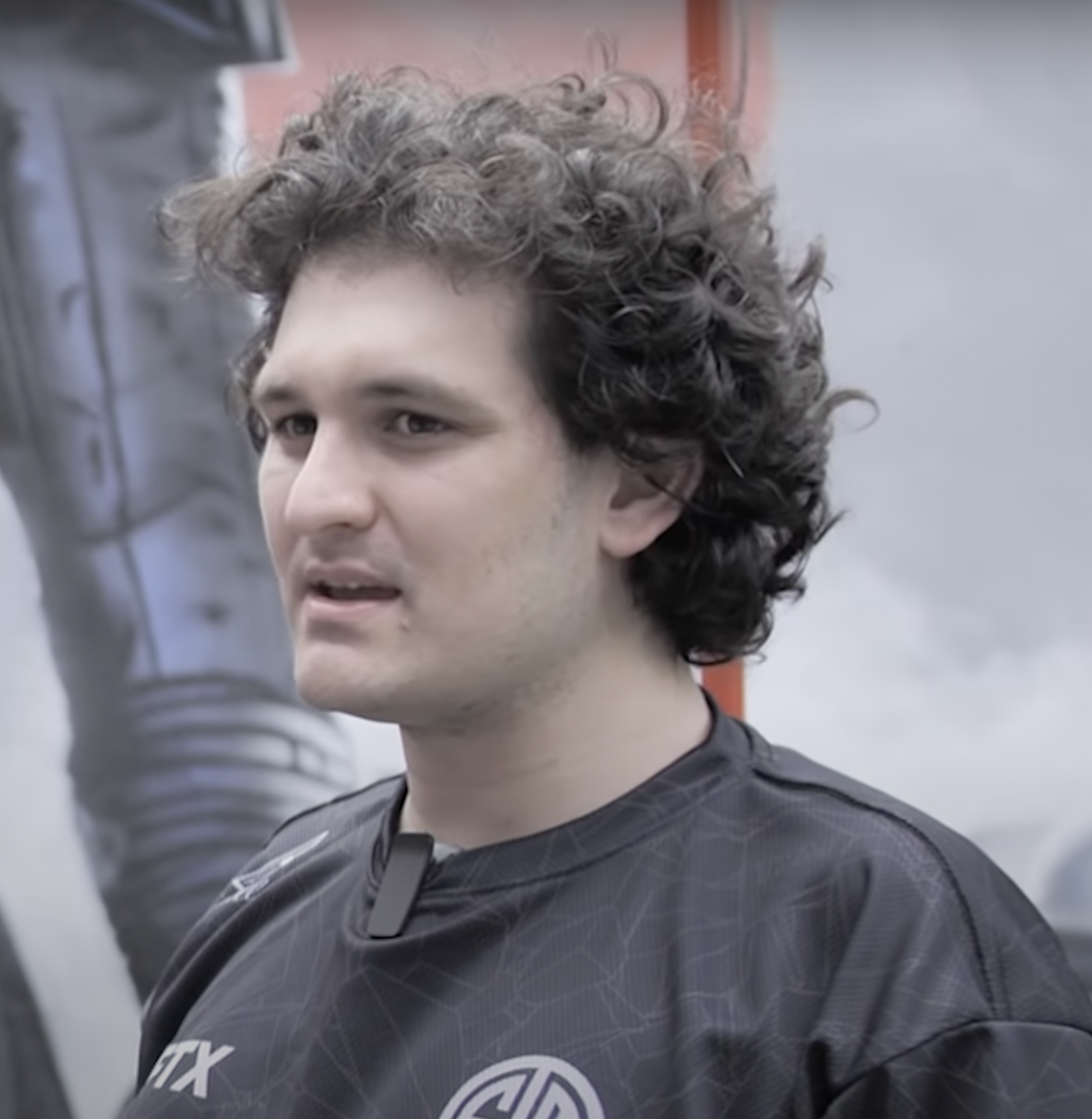
FTX創設者サム・バンクマン＝フリード

サム・バンクマン＝フリードとジシャオ・"ゲイリー" ・ワンは、2019年5月にFTXを設立した。FTXは、2017年にバンクマン＝フリード、Caroline EllisonらJane Streetの元従業員がカリフォルニア州バークレーに設立したトレーディング会社Alameda Research内でスタートした。FTXは「Futures Exchange」の略称である。BinanceのChangpeng Zhaoは、バンクマン＝フリードとワンが会社を立ち上げてから半年後に、FTXの株式20％を約1億ドルで購入した。
2020年8月、FTXは暗号通貨ポートフォリオ追跡アプリのBlockfolioを1.5億ドルで買収。2021年7月、ソフトバンク、セコイア・キャピタルなど60社以上の投資家から180億ドルの評価額で9億ドルを調達した。バンクマン＝フリードがZhaoの株式を約20億ドルで買い取った。同年9月、FTXは本社を香港からバハマに移転した。
2022年1月14日、FTXはFTX Venturesと名付けた20億ドルのベンチャーファンドを発表し、同月の評価額320億ドルでシリーズC資金として4億ドルを調達した。FTX Venturesのウェブサイトは2022年11月にオフラインになった。2022年2月11日、FTX.USは、米国の顧客に対して近々株式取引の提供を開始すると発表した。
2022年2月、FTXがゲーム部門を創設し、開発者がビデオゲームに暗号通貨、NFT、その他のブロックチェーン関連資産を追加するのを支援すると報道された。
2022年7月、FTXはBlockFiを約2億4000万ドルで買収するオプションを与える取引を成立させた。この取引には、BlockFiに対する4億ドルの信用枠が含まれていた。
2022年8月、FTXの社長Brett Harrisonが預金はFDIC保険の対象であると示唆するツイートをしたことを受け、FDICはFTXに対し、「虚偽かつ誤解を招く表現」をしたとして排除措置命令を発出した。規制措置を受けて、ハリソンはツイートを削除し、バンクマン＝フリードはツイートでFTXの預金はFDICの保険対象外であることを明らかにした。
2022年9月26日、FTX.USは、破産した暗号ブローカーVoyager Digitalのデジタル資産をオークションで落札した。取引額は、ボイジャーが保有する暗号通貨13億1000万ドル、追加対価1億1100万ドルなど、約14億2000万ドルだった。この取引は、破産裁判所とボイジャーの債権者の承認が条件であった。
2022年9月27日、FTX.US社長のBrett Harrisonは、取引所での積極的な役割から退くものの、顧問として留まることを発表した。2021年5月からFTX.USの社長を務めていたハリソンの後任については、すぐには発表されなかった。
2022年10月、FTXがテキサス州で無登録証券の販売の疑いで調査を受けていることが報じられた。
2023年6月、FTXの債務者が70億ドルの流動資産を回収した。FTX債務者はFTXおよびその関連会社で構成され、顧客資産の不正流用額を現在87億ドルと見積もっている。そのうちの大部分、約64億ドルは法定通貨とステーブルコインであり、FTXは会計上これらを区別していなかった。

## 経営破綻
2022年11月8日、FTXの流動性が逼迫したとの観測がなされ、同業のバイナンス・ホールディングスが買収するというニュースが流れたが、翌日、バイナンス側は買収の撤回を表明。これに伴いFTX独自の仮想通貨トークン・FTTは大暴落し、11月8日午前の時点で3200円台で取引されていたトークンは、2日間で10分の1前後にまで下落して大混乱となった。
同年11月11日、FTXは連邦倒産法第11章の適用を申請して事実上経営破綻した。11月14日、CEOを退任したバンクマン＝フリードは『ニューヨーク・タイムズ』のインタビューの中で「事業を急速に拡大しすぎて経営不安の兆候を察知できなかった」と述べている。12月12日にバンクマン＝フリードはバハマで逮捕され、21日にアメリカに身柄が引き渡された。今後はアメリカで裁判を受ける見通し。
2024年10月7日、連邦破産裁判所はFTXの破産処理計画を承認した。経営破綻して以来、最大165億ドルの資産を回収し、債権者である顧客への全額払い戻しが実現する見通し。仮想通貨相場の上昇を受けて手元に残っていた仮想通貨の価値が高まっていた。

### 民事裁判
2022年11月16日までに、FTXの経営破綻で損害を受けた投資家らが、同社の宣伝に関わった人物に対し賠償責任があるとしてフロリダ州の裁判所に提訴した。請求額は不明。対象となった日本人には大谷翔平、大坂なおみが含まれた。大坂なおみの例では、2022年にFTXの株式を取得し、アンバサダーの報酬を仮想通貨で受け取る契約を結んでいた。
2024年3月29日、ニューヨーク州の連邦地裁は、FTX創業者のバンクマン＝フリードに禁固25年、資産110億ドルの没収の判決を下した。

### アメリカ議会の対応
2022年11月16日までに、アメリカ下院金融委員会はFTXの破綻と暗号資産システムへの影響について公聴会を開催することを決定。同年12月を目途にバンクマン＝フリードなどから聴取を行う意向を示した。

## FTX Japan
2022年、FTXトレーディングにより、日本国内で暗号通貨を取り扱ってきた Liquid社および子会社である QUOINE社の買収が行われ FTX Japanが発足。しかし同年11月11日、FTXトレーディングは自社と日本法人が連邦破産法第11条の適用を申請していることを発表した。
2024年6月20日、アメリカ合衆国デラウェア州破産裁判所からの承認を前提として、ビットフライヤーホールディングスが買収することを発表した。